# Сідниці
Сідниці (лат. nates, clunes) — великі парні групи м'язів, що належать до зовнішньої групи м'язів таза людини. Розташовані в сідничній і на латеральній поверхні таза. Виконують функцію підтримки випрямленого положення тіла та переміщення (прямоходіння), належать до первинних ерогенних зон.

## Етимологія
Слово «сідниці» за походженням пов'язане з «сидіти». Наявність звука /і/ в першому складі замість належного /и/ пояснюється фонетичними змінами у процесі розвитку мови: дієслово «сидіти» в праслов'янській мало форму *sěděti; а ненаголошений /ě/ в позиції перед наступним складом з голосним переднього ряду з часом перейшов в /і/ (аналогічним чином виникло сучасне «дитина», а також діал. форма «мизинець» — від праслов'янських dětina, mězinecь). Надалі /ě/ перейшов у /і/, а /і/ — в /и/. Цікаво, що в сербській мові етимологічно споріднене слово се̏дница/sȅdnica означає не «сідниця» (задњица/zadnjica), а «засідання», «сесія».
Слово «сідниці» має багато синонімів та замінників: від нейтральних евфемізмів до сороміцьких і ненормативних. Згідно зі «Словарем української мови» Б. Д. Грінченка, одними з численних позначень сідниць є сіда́ло, гепа, дупа.

## Анатомія
Під сідницями розуміють, у першу чергу, опуклості на нижній задній частині тулуба, утворені м'язами і сухожиллям (сідничну область); вони також включають періанальну зону, приховану в глибокій міжсідничній складці. Сіднична область (regio glutea) обмежена згори гребенем клубової кістки (де межує з попереково-крижевим ромбом), знизу — сідничною складкою, зсередини — крижами й куприком, ззовні — лінією, проведеною від передньо-верхньої ості клубової кістки до великого вертлюга.
Кістковою основою сідничної області є задні поверхні сідничної і клубової кісток, крижів, куприка, тазостегнового суглоба й стегна.

### Іннервація і кровопостачання
Іннервація сідничної області здійснюється короткими гілками крижового сплетіння, верхнім і нижнім сідничними нервами. Кровопостачання виконують гілки верхньої й нижньої сідничних артерій.

### М'язи
Власно сіднична м'язова група включає великий, середній і малий сідничні м'язи, проте форма сідниць визначається не тільки ними, але й групою підколінних м'язів.
- Великий сідничний м'яз (musculus gluteus maximus) знаходиться у сідничній фасції, яка складається з двох листків — поверхневого й глибокого.
- Середній сідничний м'яз (musculus gluteus medius).
- Малий сідничний м'яз (musculus gluteus minimus) розташований безпосередньо на окісті клубової кістки.

### Статевий диморфізм
Жіночі сідниці мають більш округлу і пишну форму, ніж чоловічі, оскільки під впливом естрогену жир накопичується у ділянці сідниць, тазу і стегон, а тестостерон, навпаки, перешкоджає утворенню у цих ділянках жирових відкладень. Окрім того, сідниці жінок містять більше жирової тканини, ніж чоловічі, особливо по досягненні статевої зрілості. 

### Волосяний покрив
Діти мають, як правило, гладку шкіру сідниць, у дорослих на них присутній волосяний покрив. У жінок він може бути лише в міжсідничній борозні, іноді поширюючись на нижні ділянки сідниць. Чоловіки можуть мати волосся на всій поверхні сідниць.

## Еволюція
Сідниці виникли у процесі переходу до ходіння на двох кінцівках. Вони дали змогу приматам сидіти прямо, не переносячи вагу на ноги, як чотириногі тварини. Деякі примати, які зазвичай пересуваються на чотирьох кінцівках (павіани, гібонові) мають замість сідниць так звані сідничні мозолі, завдяки яким вони можуть відпочивати, сидячи на землі або деревах.
Згідно з однією з теорій еволюційної психології, округлі жіночі сідниці могли еволюціонувати як приваблива риса — сигнал для самців про присутність у самиці естрогену і жирових запасів, необхідних для виношування і вигодовування дитини. Оскільки розвиток сідниць починається з менархе і спадає з віком, повні сідниці також асоціюються з молодістю.
Втім, решта вчених уникають подібних спрощень, доводячи, що жирові відкладення на жіночих стегнах, поліпшуючи індивідуальну пристосовуваність самиць, пов'язані з природним, а не статевим добором. Крім того, розмір сідниць є похідним від об'єму тазу, прямо пов'язаного зі здатністю народити здорове потомство і вижити в пологах. .

## Медичні стани
- Пігалгі́я — біль у сідницях.
- Пігопа́ги (від грец. πυγη — «сідниці» і πάγειν — «зрощений») — сіамські близнюки, зрощені у ділянці крижів.

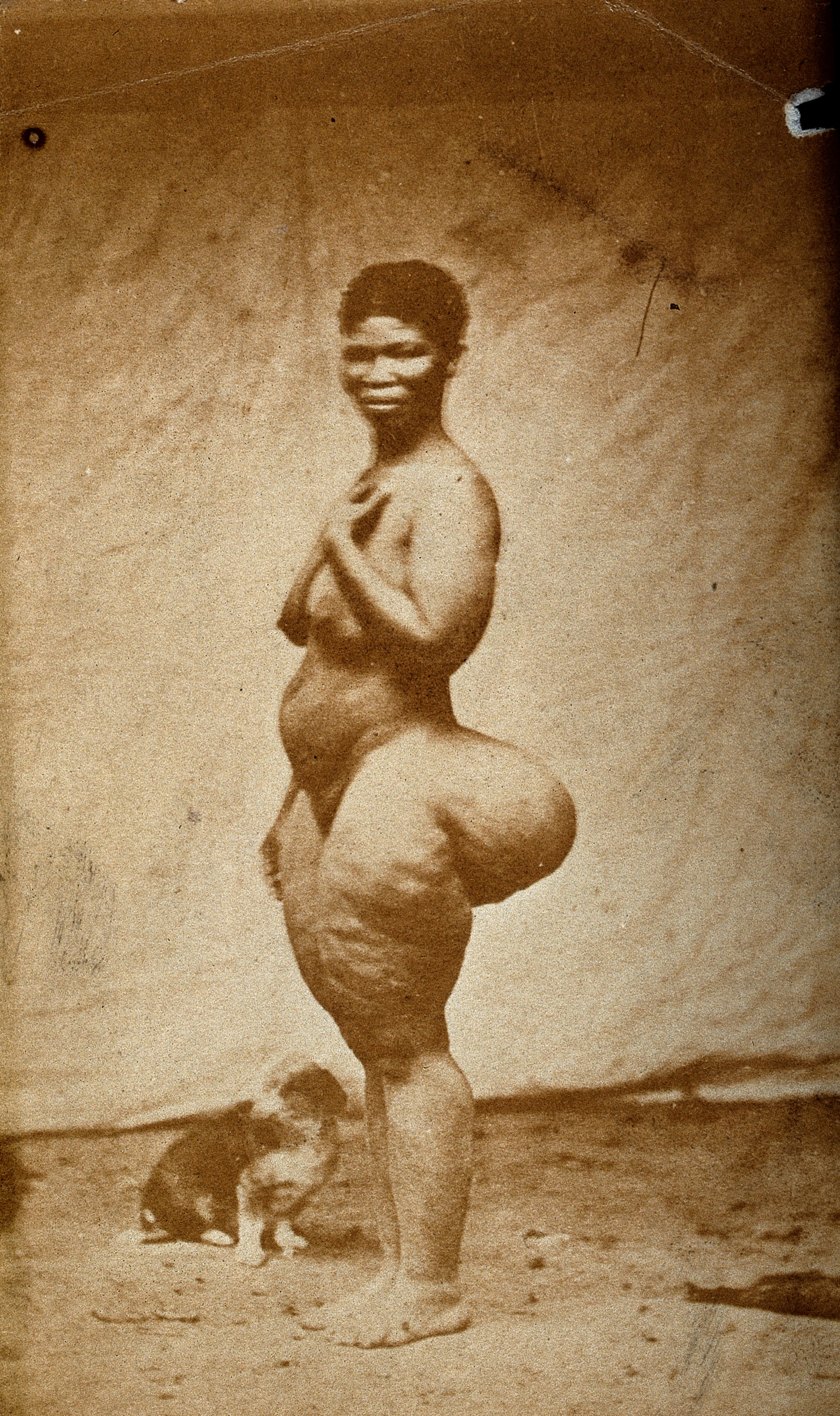
Жінка зі стеатопігією з племені готтентотів

Жінки деяких південноафриканських народів мають непропорційно збільшені сідниці. Найбільші сідниці спостерегли у готтентоток, бушменок та деяких інших племен, що вважали цю гіпертрофію ознакою жіночої вроди: вони сягали 60-90 см. Ця аномалія відома зараз як стеатопігія або «готтентотські сідниці», зустрічається і серед жінок інших народностей, зокрема, європейок.

### Корекція сідниць
Фізичні вправи для поліпшення форми сідниць залишаються в фітнесі одними з найпопулярніших. 
Чимало людей вдаються і до пластичної хірургії. Хірургічна кореція форми сідниць (глютеопластика) полягає в установленні спеціальних імплантатів під великий сідничний м'яз або фасцію сідничного м'яза. Виконують її людям, що досягли повноліття.

## В культурі та історії

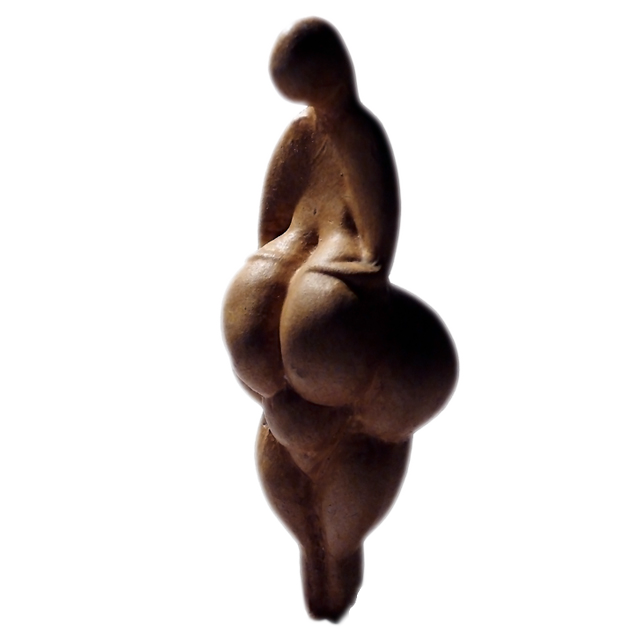
Венера Леспюзька. Копія фігурки 26 000-24 000 рр. до н. е. Музей людини, Париж

На світанку історії жіночі сідниці були символом фертильності, отже, ознакою краси. Доїсторічні жіночі статуетки, такі як «Віллендорфська Венера», «Леспюзька Венера» та інші, створені близько 24 000 років до нашої ери, мають гіпертрофовані стегна і сідниці.
Еротичним символом жіночі сідниці були й у Стародавній Греції. Давньогрецький ритор Афіней у збірці «Дейпнософісти» виклав таку історію. Дві вродливі сестри, що жили поблизу Сиракуз, сперечалися, чиї сідниці прекрасніші. Вони запросили молодого мандрівника (що виявився сином багатія) розсудити їх, і він віддав перемогу старшій. Вражений її вродою, закохавшись у неї, юнак захворів. Дізнавшись про це, його молодший брат вирушив до сестер, після чого закохався у молодшу сестру. Батько дозволив братам одружитись з обраницями. Жителі Сиакцз прозвали сестер Καλλίπυγοι («гарнозаді»). Сестри збудували новий храм Афродіті, теж названій з цієї нагоди «Калліпігою».

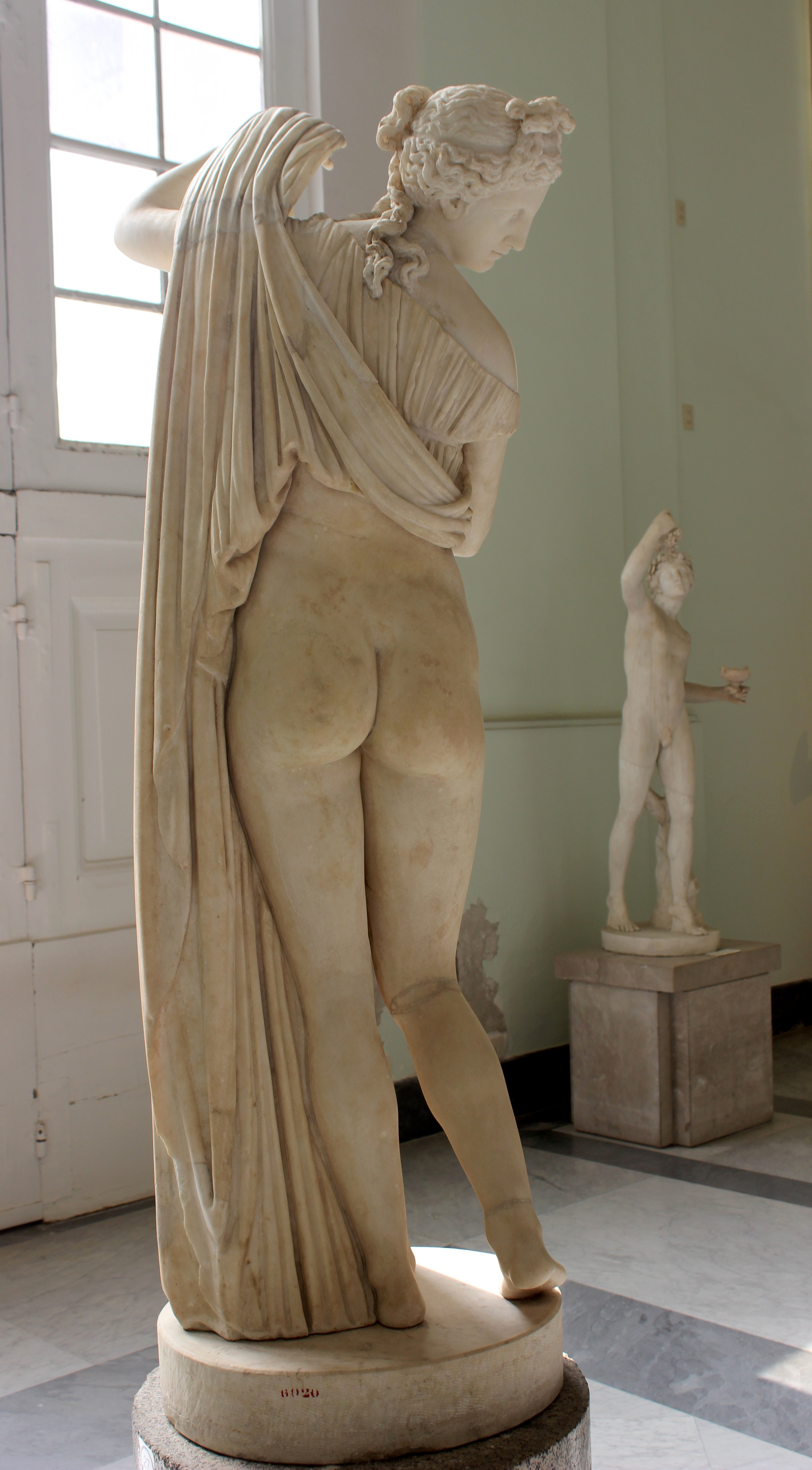
Венера Калліпіга, І ст. до н. е. Археологічний музей Неаполя

У XVI ст. у Римі під час розкопок знайшли мармурову статую жінки з оголеними, ретельно пропрацьованими сідницями. Вона виявилася давньоримською копією незбереженого грецького оригіналу, датованого 300 р. до нашої ери. У XVIII—XIX ст. цю статую стали пов'язувати з одною зі сестер з оповідання або з культом самої Афродіти Калліпіги, який існував у Сиракузах, і назвали її «Венера Калліпіга».
В. Соковнін у книжці «Фасцинація тіла» стверджує, що у Стародавній Греції проходили конкурси, де жінки змагалися з краси своїх сідниць. Можливо, звідси й походить описана легенда. Жест оголення нижньої частини тіла, так звана анасирма, часто передбачав і відкриття сідниць.
Оголені сідниці вважалися важливим еротичним елементом і в Китаї, у добу Династії Мін, де їх часто порівнювали з яскравим повним Місяцем.
На Заході сідничну область протягом століть вважали важливою ерогенною зоною. 
Сексуалізацію жіночих сідниць, насамперед у скульптурі й живопису, пов'язують із їх близкістю до органів дітонародження. У європейському мистецтві тема жіночих сідниць сягнула апогею в добу рококо. Визнаним майстром зображення сідниць Франсуа Буше. Найвідомішими картинами, де сідниці є центром композиції, є його «Одаліски».
З іншого боку, тема сідниць часто була табуйована: через близькість до ануса і асоціації з дефекацією. Демонстрація оголених сідниць у більшості культур вважається непристойним жестом і застосовується в знак протесту чи презирства, жартома чи заради епатажу.
Широко відома готтентотка Саарті Баартман мала не тільки гіпертрофовані сідниці (стеатопігію), але й малі статеві губи («готтентотський фартух»). У 1810 року Баартман за гроші показували всім охочим у Європі, які прозвали її «Готтентотською Венерою».
Психоаналітик Зігмунд Фрейд концептуалізуваів психосексуальний розвиток у три стадії: «оральну», «анальну» і «генітальну». Застигання (травма) на анальній фазі тягне за собою «анальну фіксацію» з подальшою «еротизацією» ануса.
Американський дослідник популярної культури Рей Браун зв'язував зросле увиразнювання сідниць з модою на джинси: «слідом за увиразнюванням верхньої частини тулуба акцент був недавно перенесений на нижню частину тіла, зокрема на сідниці. Така зміна сталася зовсім недавно, коли увійшли у моду денімові джинси. Бажаючи підкреслити фігуру, виробники увиразнюють стегна. Зростання популярності бренду, імені розробника, написаному на задній кишені, тільки посилило це підкреслення задньої частини. Чим більш ростуть обсяги продажів, тим більш реклами уживають для увиразнення заду, це сягає таких меж, що ця ділянка врешті-решт перевершить груди як головну деталь сексуального образу жіночого тіла».

### Конкурси краси
У Бразилії, де пишні сідниці вважаються зразком жіночої привабливості, з 2011 проходить конкурс краси Miss BumBum, єдиним критерієм відбору на якому є форма сідниць. Створений підприємцем Какау Олівером, він став культовим у країні. Переможниця стає національною зіркою й отримує можливості для кар'єри у шоу-бізнесі й моді.
Аналогічний конкурс, Miss Reef, з 1984 проводить на Гаваях компанія з виробництва пляжного взуття Reef (зараз бренд належить VF Corporation). З 2009 року компанія видає однойменний календар з фотографіями фіналісток конкурсу.
Туфлі на високих підборах, завдяки зміщенню центру ваги тіла на пальці стоп, напружують сідничні м'язи. Туфлі-«шпильки» є незмінним атрибутом моделей на показах спідньої білизни, а також у жанрі жанрі «ню».

### Персоналії
Багато знаменитостей відомі не в останню чергу своїми сідницями. Серед них: Ніколь Остін, Джессіка Біл, Віда Гуерра, Скарлетт Джонссон, Кім Кардашян, Бейонсе, Дженніфер Лопес, Керол Вордерман, Нікі Мінаж, Шакіра, Софія Вергара, Серена Вільямс, Іггі Азалія, АннаСофія Робб, Брайс Даллас Говард, Кессіді Кук, Трейсі Елліс Росс, Ей Джей Лі, Анна Мірс, Ларрі Фіцджеральд, Том Круз і Крістофер Мелоні.

### Музика
Сідницям присвячено чимало популярних пісень, зокрема:
- «(Shake, Shake, Shake) Shake Your Booty» (1976) — пісня американського гурту «KC and the Sunshine Band»
- «Fat Bottomed Girls» (1978) — пісня гурту «Queen»
- «Pourvu qu'elles soient douces» (1988) — пісня Мілен Фармер
- «Bootylicious» (2001) — пісня гурту «Destiny's Child»
- «Ass Like That» (2004) — пісня репера Eminem
- «Check on It» (2005) — пісня Бейонсе
- «My Humps» (2005) — пісня гурту «The Black Eyed Peas»
- «Розтрусіть свої сідниці» (2006) — пісня гурту «Тартак»
- «Shake That» (2006) — сингл американського репера Eminem
- «Dance (Ass)» (2011) — пісня американського репера Big Sean
- «Bubble Butt» (2013) — пісня з альбому «Free the Universe» у рамках проєкту «Major Lazer»
- «Wiggle» (2014) — пісня Джейсона Деруло, популяризована репером Snoop Dogg
- «Anaconda» (2014) — пісня Нікі Мінаж
- «Booty» (2014) — пісня Дженніфер Лопес

З початку 2000-х кількість пісень на тему сідниць різко зросла, особливо у жанрах хіп-хоп, регі (денсхол) і R&B.

## Сексуальне життя
Сексолог Альфред Кінд вважав, що сідниці у приматів є найдавнішим способом сексуальної демонстрації. Також деякі антропологи і біосоціологи припускають, що фетишизм грудей походить від фетишизму сідниць завдяки їхній зовнішній схожості.
Американська дослідниця-антрополог Гелен Фішер припустила, що «можливо... округлі сідниці приваблюють чоловіків під час зносин у „позиції на колінах“».
- Пігофі́лія — сексуальне збудження від спостереження сідниць[23].
- Пігоскопі́я — спостерігання сідниць.
- Пігоскопофо́бія — патологічний страх бути об'єктом пігоскопії.

Сідничний парціалізм (сідничний фетишизм) — стан, при якому сідниці стають центром сексуального потягу. Не у всіх, але у низці випадків це може зв'язуватися з такими збоченнями, як копрофілія, білизняний фетишизм, епроктофілія і схильністю до мазохістських ігор з флагеляцією сідниць.
Сідницям часто приділяється особлива увага у порнографії. Афроамериканська постмодерністська письменниця Патрісія Гілл Коллінз припускає, що це стається через стереотип: чорні жінки нерозбірливі у зв'язках, тому їхні сідниці увиразнюють у порнографічних матеріалах.

## Інше
- Макропі́гія (лат. macropygia, «з великим задом»), зустрічається у біологічній номенклатурі — у видових назвах.

- Танець тверкінг в англійській мові також відомий під назвами booty dance, booty shake, тобто «танець задом», «трясіння задом».

## Галерея

У живопису
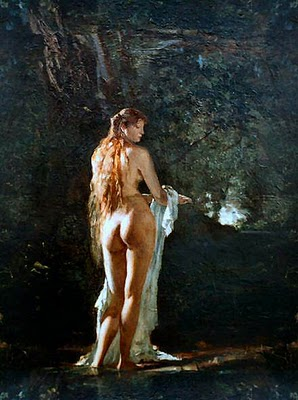
Поль Мерварт Купальниця[27], 1883
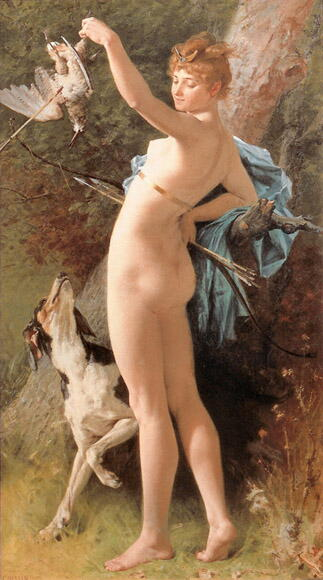
Ш.-А. Коессен де Лафосс[fr] Діана, 1889
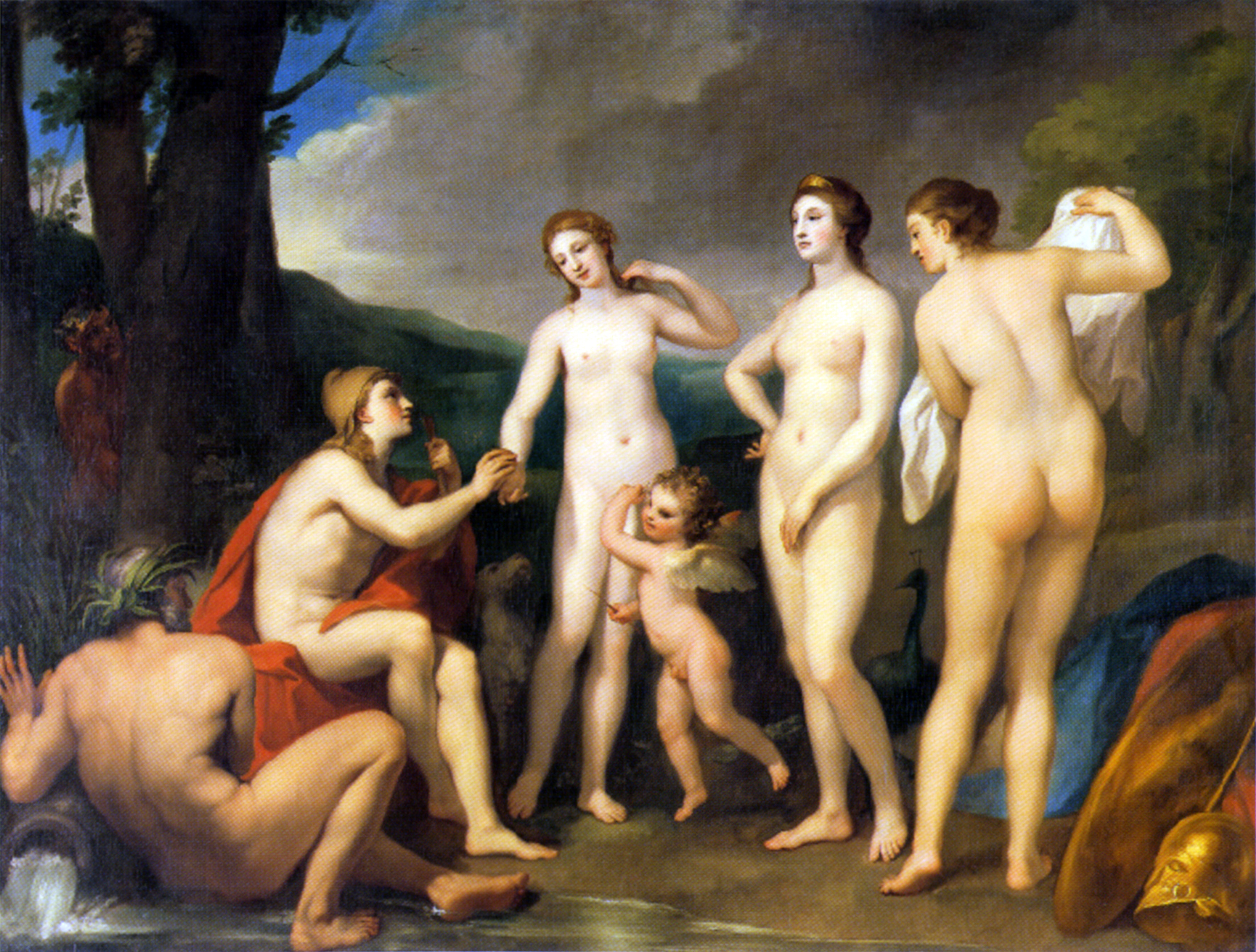
А. Р. Менгс Суд Паріса
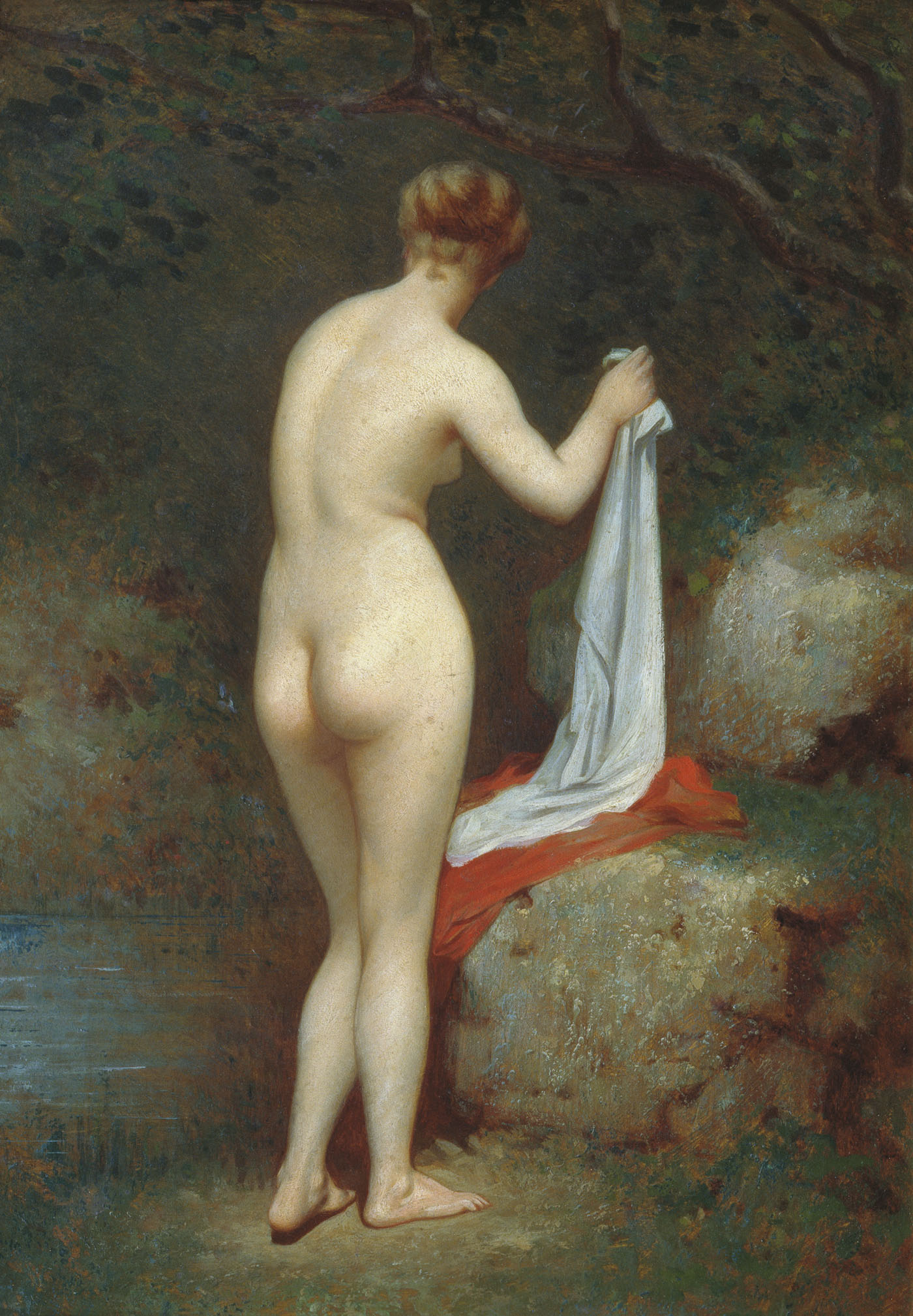
Ф. П. Чумаков Купальниця
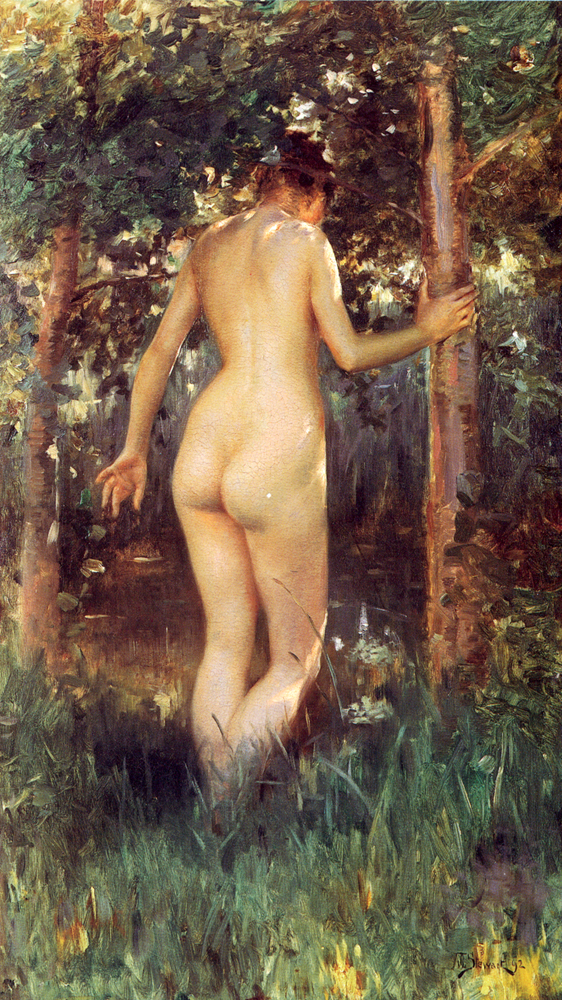
Ю. Л. Стюарт(інші мови) Етюд оголеної жінки, 1892
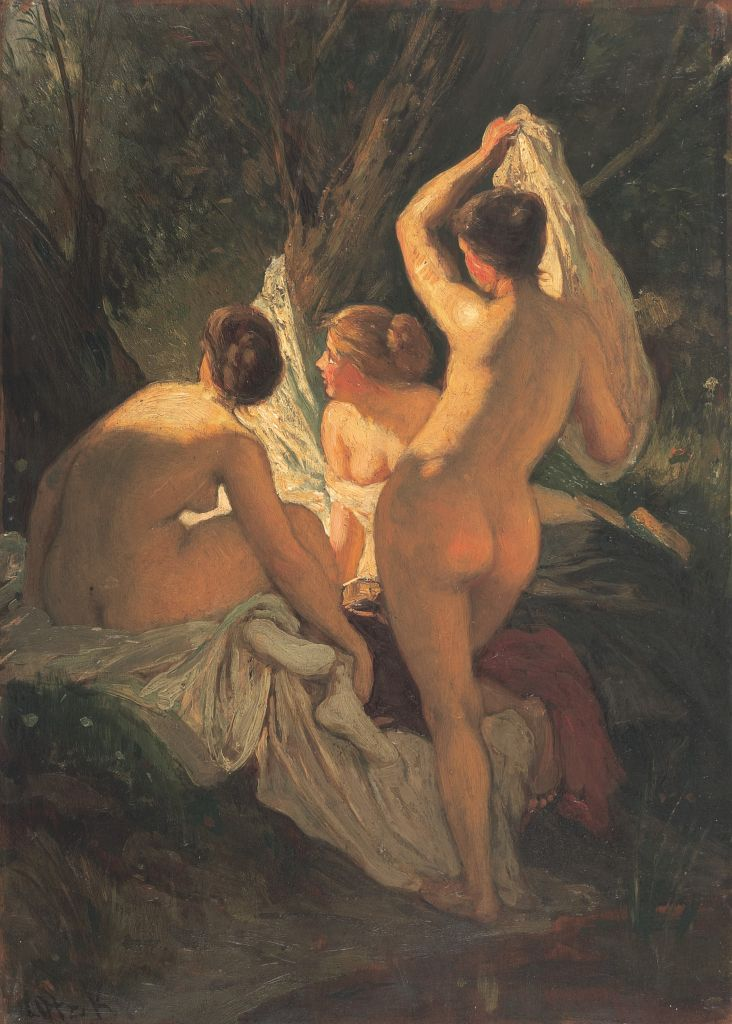
К. Лотц Три грації
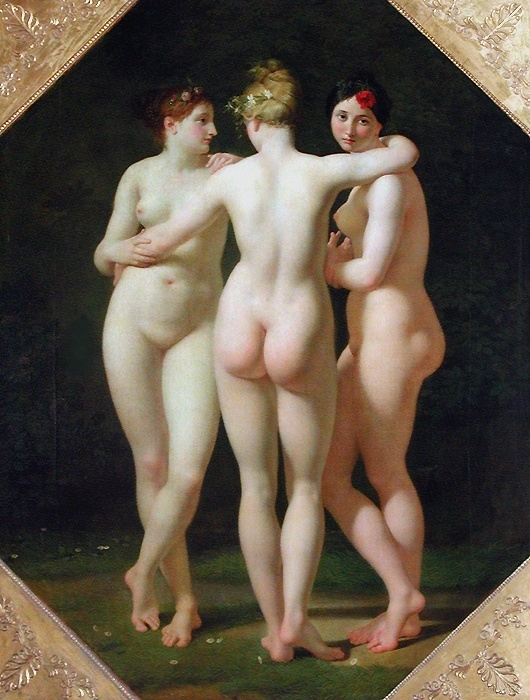
Ж.-Б. Реньо Три грації, 1793
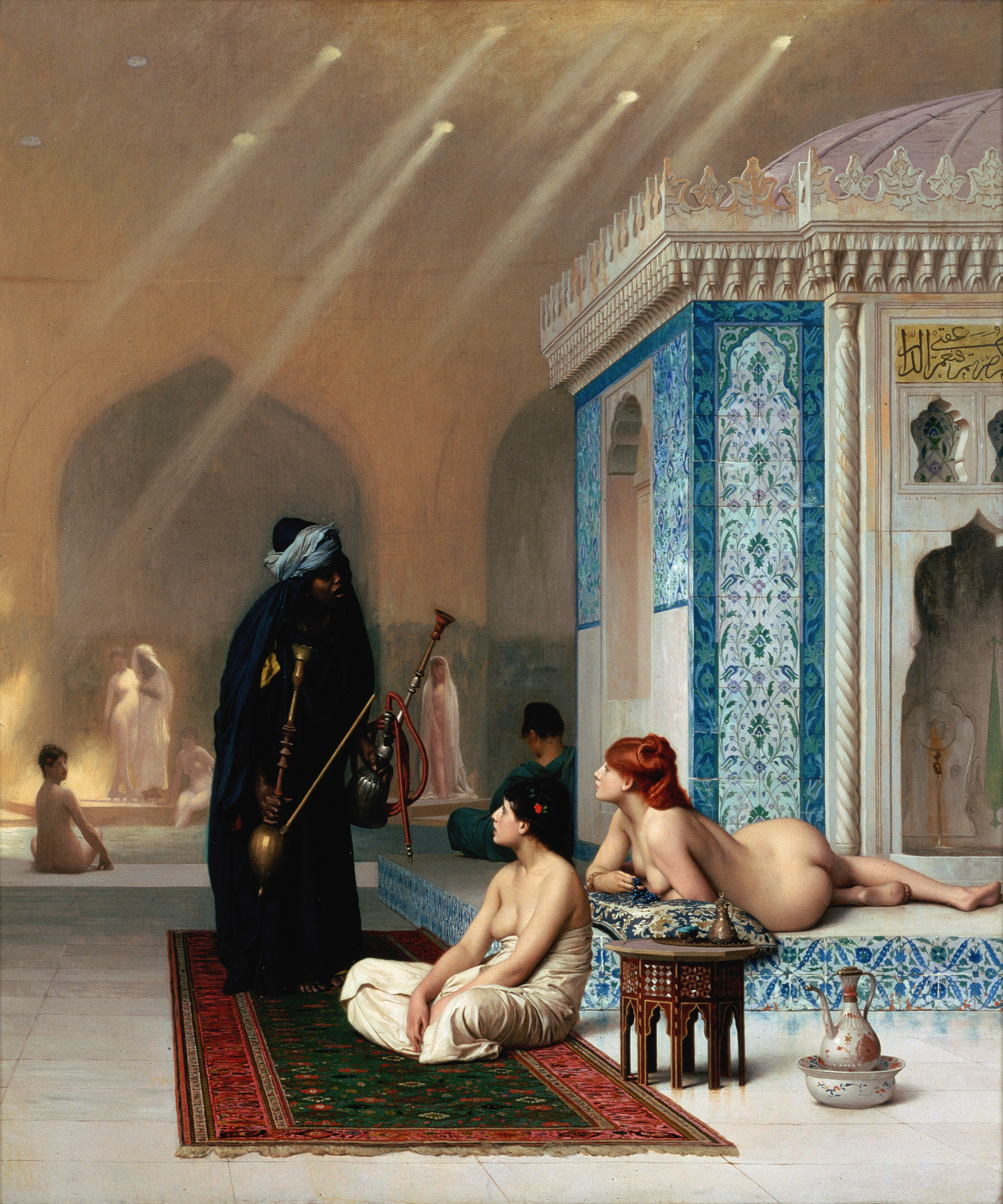
Ж.-Л. Жером Басейн у гаремі, бл. 1876
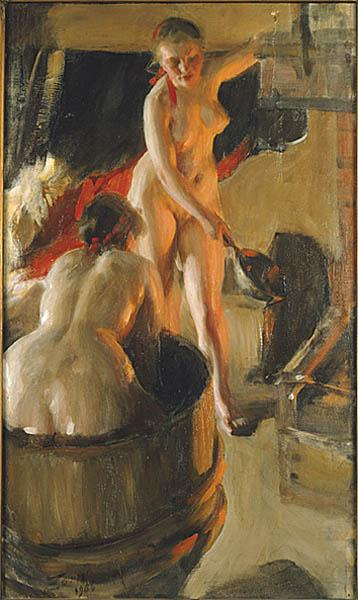
А. Цорн Дівчата з Даларни у лазні, 1906
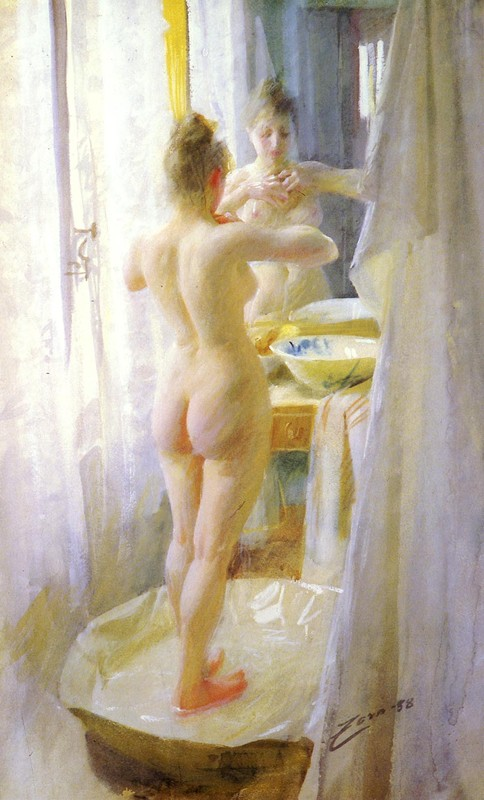
А. Цорн Ванна, 1888
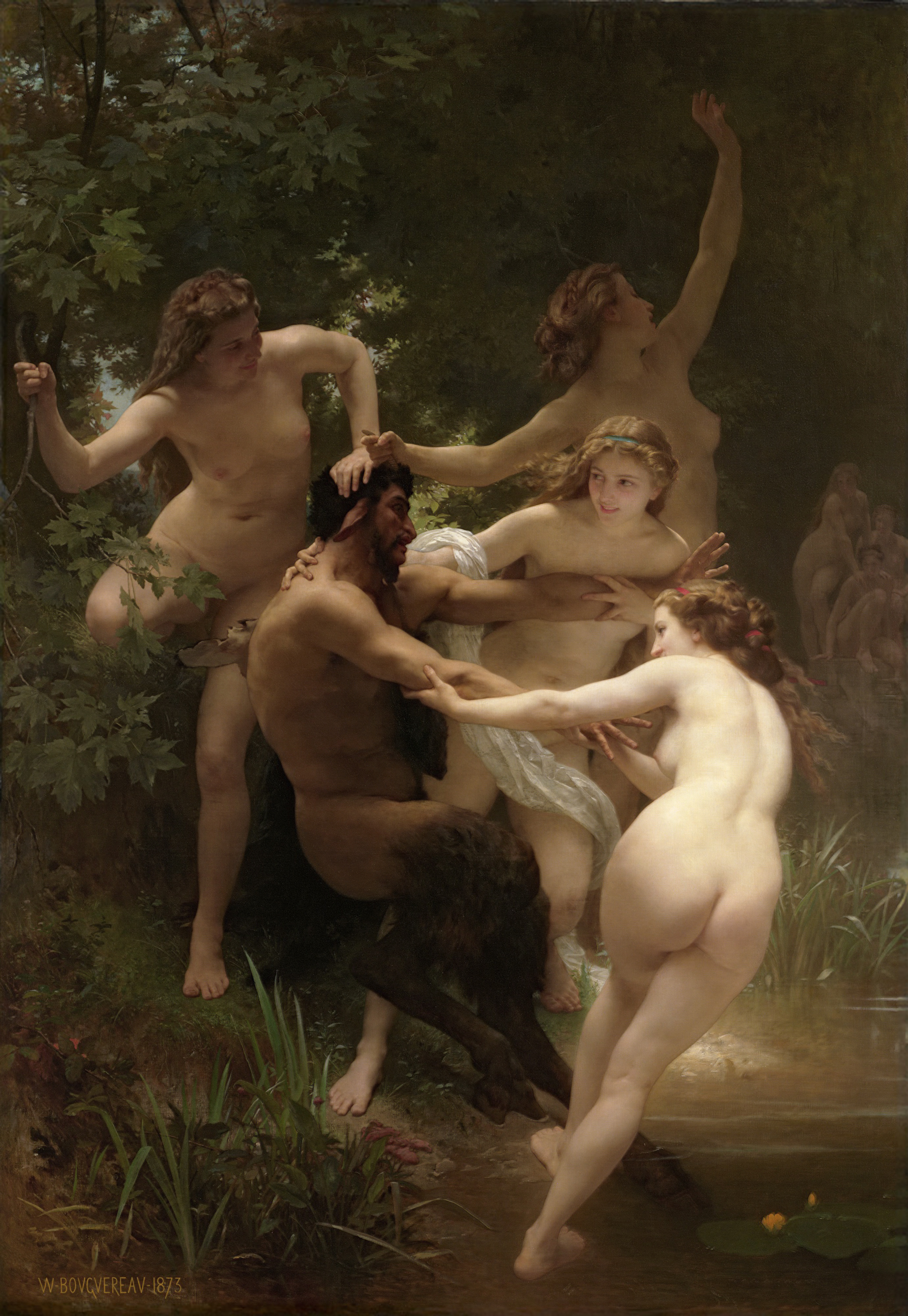
А. В. Бугро Німфи і сатир(інші мови), 1873
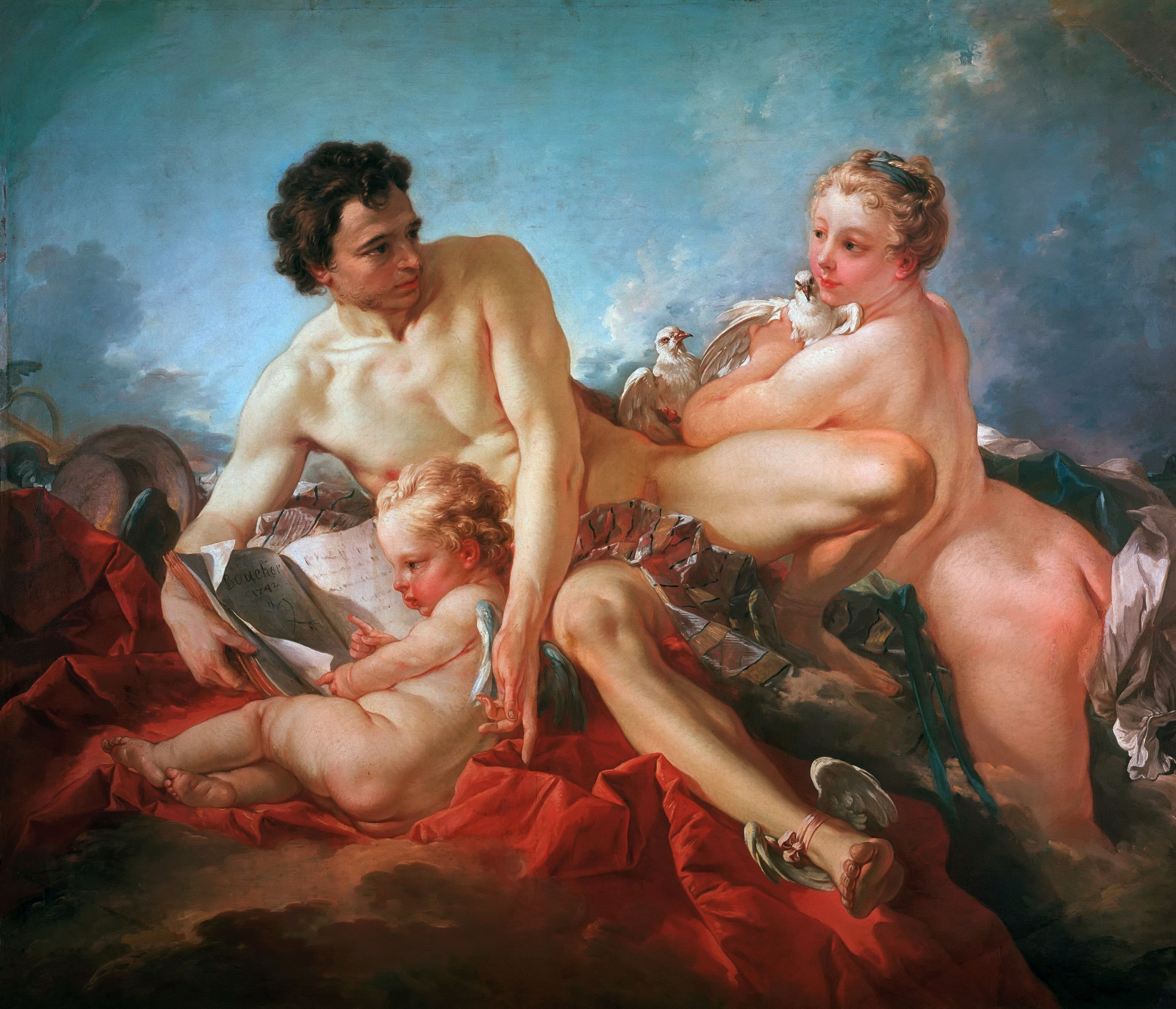
Ф. Буше Виховування Амура, 1742
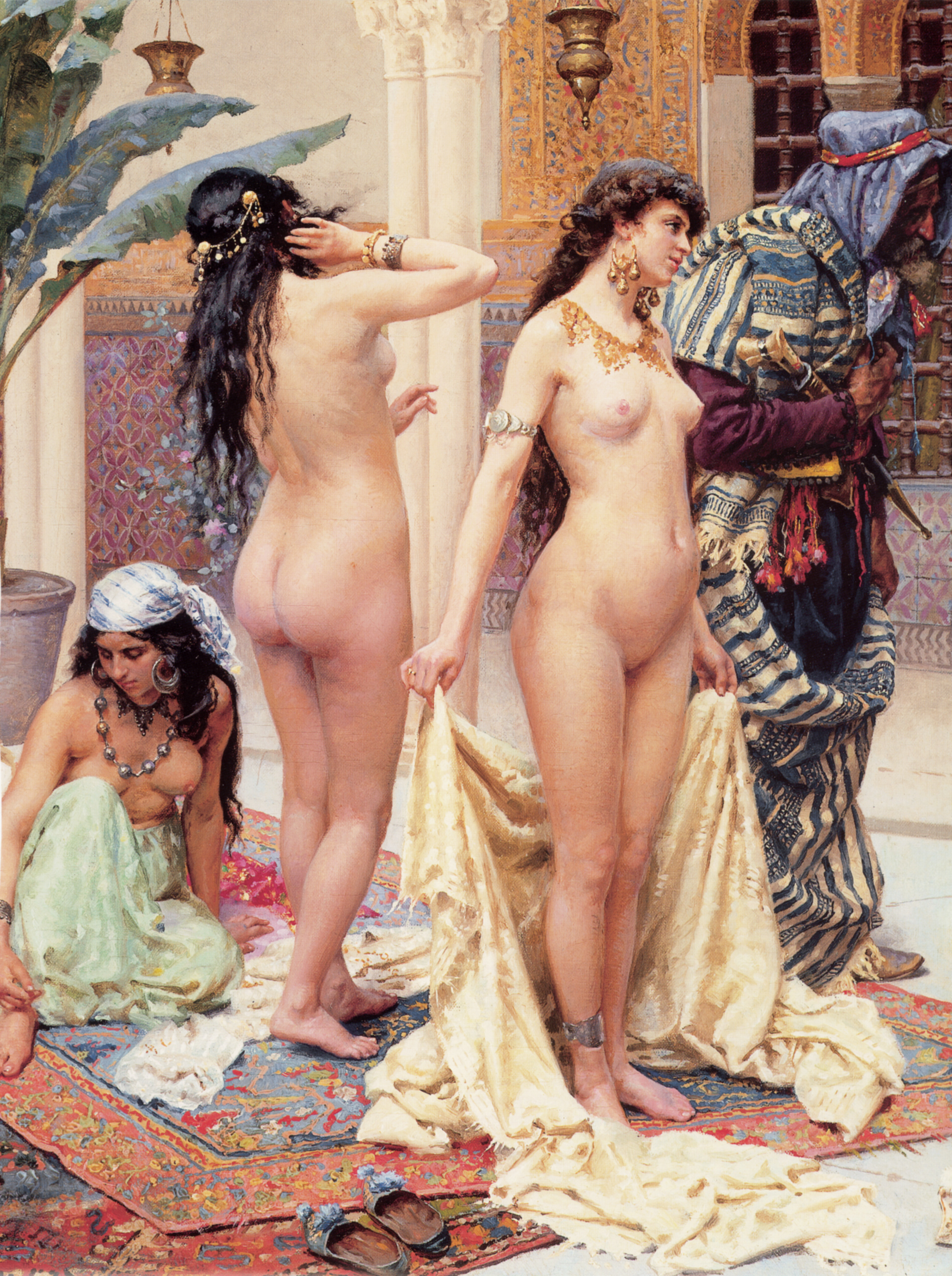
Дж. Розаті(інші мови) Вибір фаворитки (фрагмент)
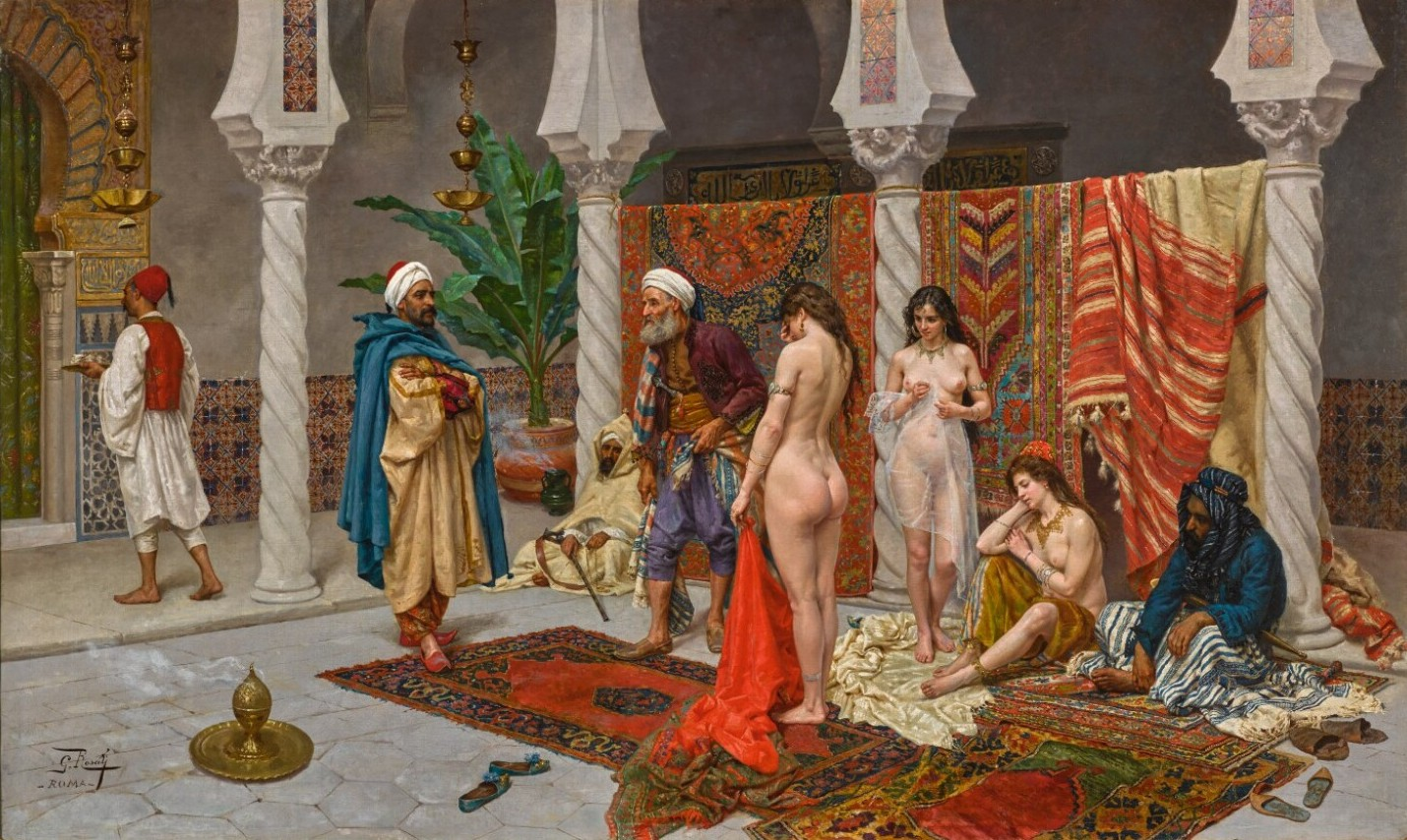
Дж. Розаті Оцінювання нового надходження, до 1917

У сучасному мистецтві
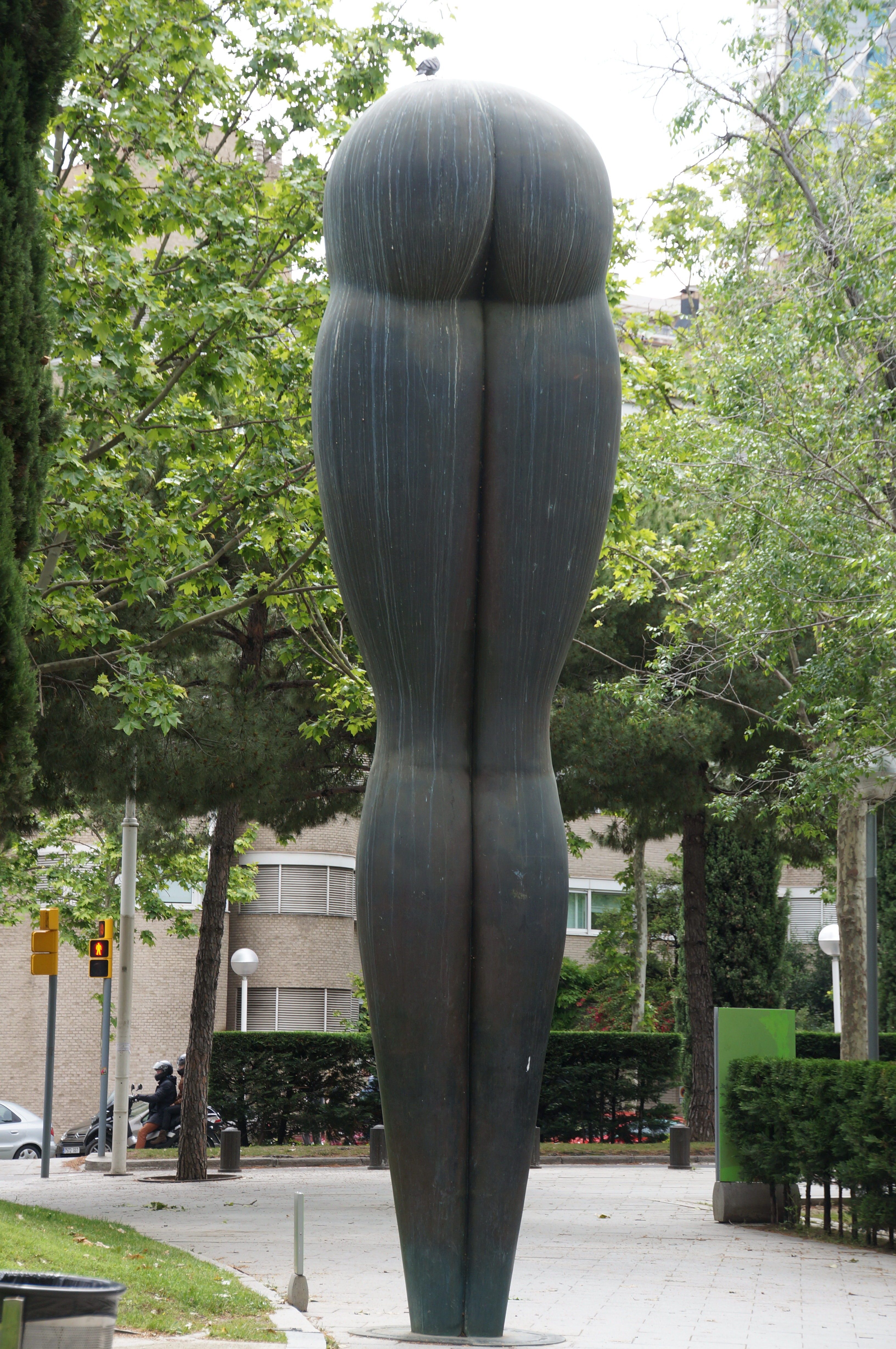
Едуардо Уркуло Зад (ісп. El cul), парк Карлоса І, Барселона
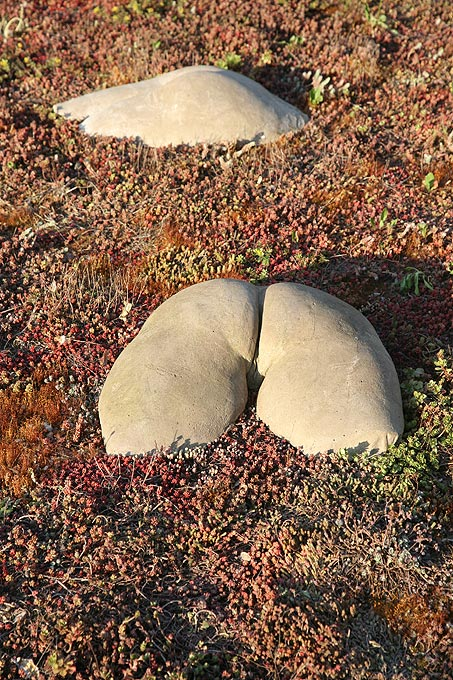
Карлос Ангельбергер Чотири літери Skulpturenpark Artpark(інші мови), Лінц
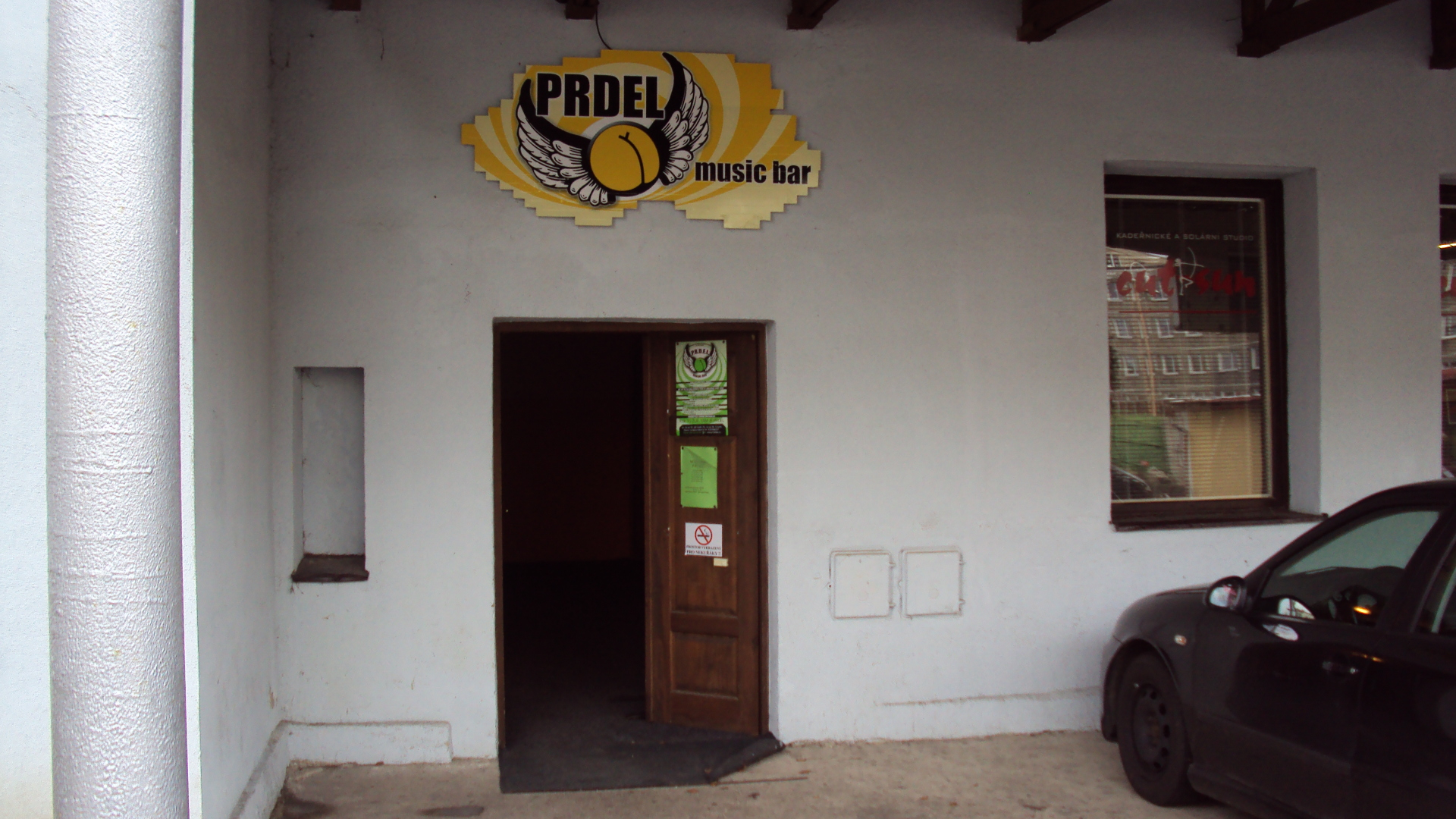
Бар Prdel («Дупа») у Чеська Липа